# Feliciano Novelli
Feliciano Novelli (Agugliano, 19 giugno 1833 – Chiaravalle, 1º maggio 1918) è stato un patriota italiano,  fu uno dei Mille di Garibaldi.

## Biografia
Di famiglia umile, nacque ad Agugliano, nelle Marche, nell'allora Stato Pontificio, da Francesco e da Piera Pellegrini. Il giorno stesso della nascita, il 19 giugno 1833, fu portato nella parrocchia di Santa Maria delle Grazie, nella frazione di Castel d'Emilio per essere battezzato. Probabilmente a causa di questo spostamento, alcuni documenti riportano Castel d'Emilio come luogo di nascita. Ancora in tenera età si trasferì con la famiglia ad Ancona, dove alcuni anni più tardi intraprese il mestiere di marinaio.

### La partecipazione alla spedizione dei Mille

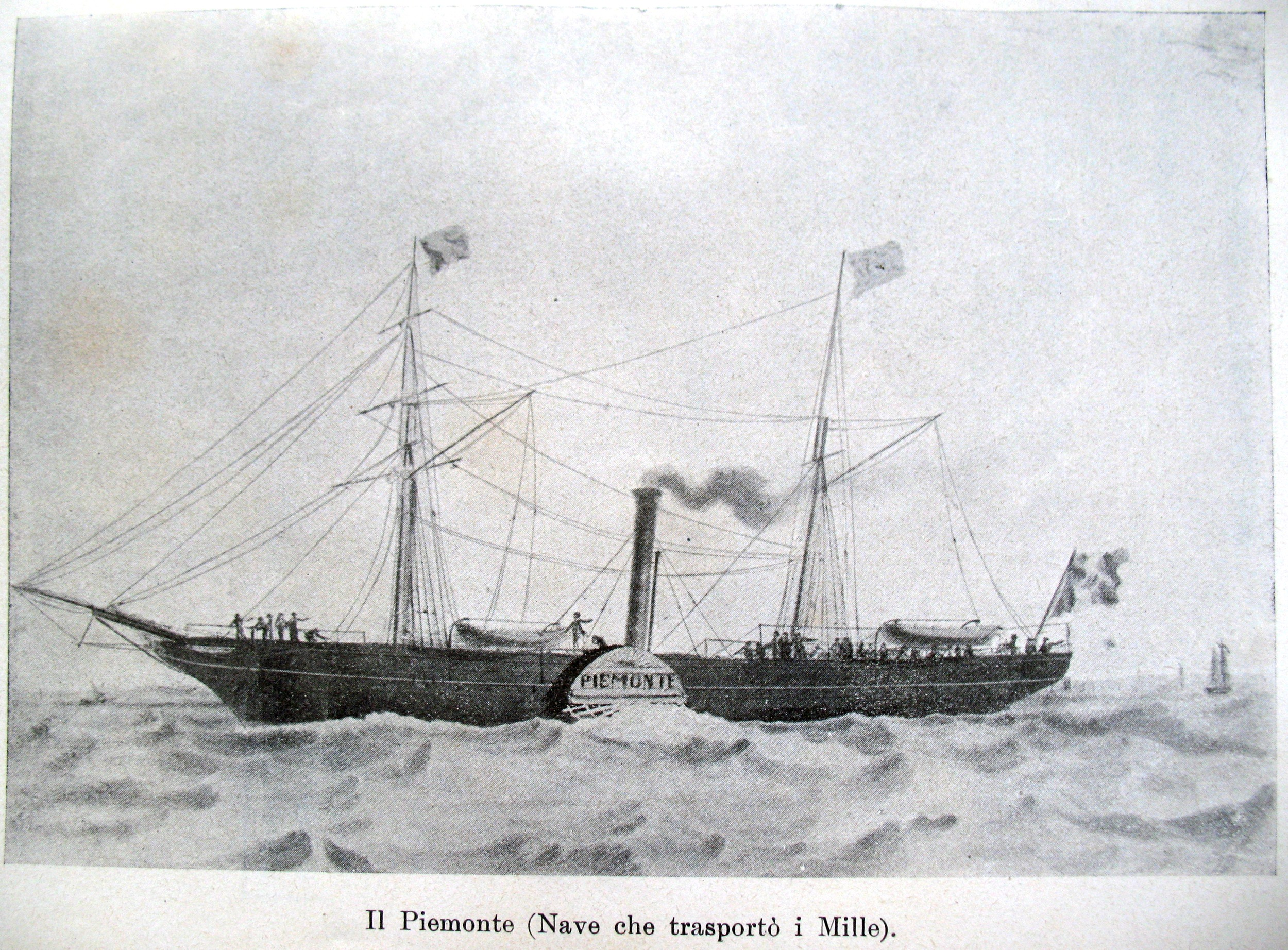
Il Piemonte, la più piccola delle due navi della spedizione dei Mille, sulla quale si imbarcò Novelli.

La nave dove era imbarcato si trovava alla fonda nel porto di Genova durante il maggio del 1860. Avuta notizia della spedizione garibaldina in Sicilia, decise di unirsi all'impresa, imbarcandosi sulla nave Piemonte. Dopo lo sbarco a Marsala fu aggregato ai Carabinieri genovesi di Antonio Mosto, nella 7ª Compagnia "Cairoli". Durante la Battaglia di Calatafimi venne ferito alla testa da un proiettile borbonico che rimbalzò dopo avergli staccato la baionetta dal fucile. Fortunatamente la ferita si rivelò leggera e gli consentì di rifiutare il ricovero nell'ospedale da campo di Vita e di proseguire la marcia verso Palermo, dove partecipò ai combattimenti per la liberazione della città.
Dopo la cattura garibaldina della pirofregata Veloce della Marina Borbonica, Novelli entrò a far parte del suo equipaggio e partecipò alla Battaglia di Milazzo, in cui la Veloce, ribattezzata Tukery, cannoneggiò a mitraglia l'ala destra delle truppe borboniche del colonnello Bosco. Novelli partecipò poi allo sfortunato assalto al pirovascello borbonico Monarca.
Nel tentativo di creare una testa di ponte ideata da Giuseppe Missori a Bagnara Calabra, guidato da Benedetto Musolino l'8 agosto 1860 Novelli fu alla conduzione della cannoniera n.5, insieme ai concittadini Demetrio Conti e Alessandro Bevilacqua. I tre, rimasti sul barcone in attesa, vennero intercettati e catturati dall'equipaggio della pirofregata borbonica Tancredi, per poi essere condotti nella cittadella militare di Messina.

### Gli impegni bellici successivi
Liberato, Novelli venne assegnato al presidio di Palermo, da dove raggiunse Napoli in settembre, chiamato a rapporto da Garibaldi. Non si conosce il motivo della convocazione, né i contenuti del loro colloquio, al termine del quale fu conferita al marchigiano una medaglia al valor militare.
Allo scoppio della terza guerra d'indipendenza, nel 1866, raccolse nuovamente l'appello di Garibaldi, combattendo nel Corpo dei Volontari Italiani, inquadrato nel 6º Reggimento di Giovanni Nicotera come caporale della 5ª Compagnia. Durante il conflitto operò sulla flottiglia di cannoniere che eseguivano incursioni contro le navi austriache nel Lago di Garda. L'anno successivo seguì Garibaldi nella 6ª Colonna "Elia", nel tentativo di liberare Roma, conclusosi con la tragica Battaglia di Mentana del 3 novembre 1967.
Rimasto vedovo della moglie Giacoma nel 1900, Novelli morì a Chiaravalle nel 1918, accudito dalla figlia Settimia.
Nell'elenco ufficiale dei partecipanti all'impresa, pubblicato sulla Gazzetta Ufficiale del Regno d'Italia del 12 novembre 1878, lo si trova al numero 694.